# (2871) Schober
(2871) Schober (1981 QC2; 1954 UD2; 1961 XS; 1971 SD2; 1971 TB3) ist ein ungefähr sieben Kilometer großer Asteroid des inneren Hauptgürtels, der am 30. August 1981 vom US-amerikanischen Astronomen Edward L. G. Bowell am Lowell-Observatorium, Anderson Mesa Station (Anderson Mesa) in der Nähe von Flagstaff, Arizona (IAU-Code 688) entdeckt wurde.

## Benennung
(2871) Schober wurde nach dem österreichischen Astronomen Hans Josef Schober benannt, der Mitarbeiter der Universitätssternwarte Graz (IAU-Code 580) in Graz war. Nach Graz wurde der Asteroid (2806) Graz benannt. Den größten Teil seiner Forschung war der photoelektrischen Untersuchung von Kleinplaneten.